# AMR (kodek)
AMR (z ang. Adaptive Multi-Rate) – format zapisu plików dźwiękowych, stosowany w dyktafonach telefonów komórkowych. Format AMR ma wysoką kompresję i może być odtwarzany w telefonach komórkowych, a także m.in. w programach VLC media player, RealPlayer, QuickTime, MPlayer, ALLPlayer, MPC oraz Nokia MultiMedia Player. Maksymalna przepustowość kanału komunikacji pliku w formacie AMR to 12,2 kbps.